# أنطون مارتن
انطون مارتن (بالسويدية: Anton Rolandsson Martin)‏ (و. 1729 – 1785 م) هو عالم نبات، وطبيب، وعالم طيور سويدي، ولد في بايده، توفي في توركو، عن عمر يناهز 56 عاماً.

## التعليم
تعلم في جامعة أوبسالا
.